# Kravnivåer för försvarsmaktens personal
Kravnivåer för försvarsmaktens personal bestämmer vilka minimikrav som ställs på olika militära och civila befattningar i försvaret avseende civil och militär utbildning, yrkeserfarenhet, psykiska arbetsförhållanden, fysisk arbetskapacitet och övriga krav som måste tillgodoses för att arbetet överhuvudtagen skall kunna utföras. 
| Kravområde                  | Nivå 1                                                                                 | Nivå 2                | Nivå 3                                                                                        | Nivå 4                                   |
| --------------------------- | -------------------------------------------------------------------------------------- | --------------------- | --------------------------------------------------------------------------------------------- | ---------------------------------------- |
| Utbildning (U)              | Gymnasiebehörighet, yrkesutbildning, aspirantutbildning, GMU, gruppchesutbildning, KMU | Gymnasial utbildning  | Eftergymnasial utbildning yrkeshögskoleutbildning (motsvarande), specialistofficersutbildning | Akademisk utbildning Officersprogram FHS |
| Erfarenhet (E)              | Ingen yrkeserfarenhet                                                                  | Ringa yrkeserfarenhet | God yrkeserfarenhet                                                                           | Mycket god yrkeserfarenhet               |
| Psykisk arbetsförmåga (PA)  | Inga specifika krav                                                                    | Medelhöga             | Höga                                                                                          | Mycket höga                              |
| Fysisk arbetskapacitet (FA) | Inga specifika krav                                                                    | Medelhöga             | Höga                                                                                          | Mycket höga                              |

Källa: 